# Râul Heleșteu
Râul Heleșteu este un curs de apă, afluent al râului Dragomirna. 